# Stoked: Locos por las olas
Stoked (estilizado como Stōked) es una serie animada canadiense producida por Fresh TV y Saerom Animation que se estrenó en Teletoon el 25 de junio de 2009. Se transmite en Teletoon en Canadá y ABC3 en Australia, y anteriormente fue presentada en Cartoon Network en los Estados Unidos. La serie es de los mismos creadores de Locos dieciséis y Drama Total.

## Argumento
Situada en algún lugar al norte de Canadá un Grupo de "novatos" se reúnen un verano en el legendario Sunset Beach, hogar del famoso Paraíso del Surfista: Ridgemount Resort.
La trama Principal de la Serie narra las aventuras de un Verano sin fin de los novatos surfistas: Reef, Fin y Emma los cuales llegan a pasar su primer verano fuera de casa y trabajar en el Surfer Paradise Hotel, al llegar se encuentran con el surfista local relajado, Broseph, el chico de la recepción Johnny y la última al unirse al grupo, la hija del propietario del Hotel: Lauren (Lo) Ridgemount, que tras los acontecimientos ocurridos durante una fiesta de fin de cursos en el Hotel Ridgemount, que involucró a la prensa y a la Policía Montada de Canadá su padre la mando a conseguir trabajo en su mismo hotel, como castigo por aquella "reunión".
Ellos pasarán las siguientes doce semanas de Verano trabajando más duro que nunca, enfrentándose a horribles uniformes, cero respeto, una casa de personal al borde del derrumbe y a los puntajes de evaluación de su jefe Andrew Baumer "El gerente".
Así que... Bienvenidos al Ridgemount Resort hogar del Paraíso del Surfista...

## Personajes

### Personajes principales
- Fin McCloud : Ella es una increíble surfista: dura, divertida y relajada, ella está totalmente en el poder de las chicas, que es algo que ella y Reef argumentan con frecuencia. Originalmente, Fin iba a ser el nuevo instructor de Surf en el Paraíso del Surfista, pero en cambio terminó en el puesto de empleada doméstica con un uniforme espantoso.

Ella y Reef tienden a meterse en peleas, él cree que los chicos son mejores para el surf que las chicas, aunque Reef está enamorado de Fin, ella también parece tener un posible amor secreto en Reef que Lo y Emma saben acerca, aunque Fin nunca lo admitirá. Sin embargo, ella le admite a Reef que es "un poco" lindo pero nada más. Ella tiene cuatro hermanos y una hermana que se llama Sam Rosie. Fin lleva una camisa verde claro de mangas cortas, blanco y verde capri y zapatillas blancas. Ella tiene una tabla de surf de lavanda corbata-muerte, y su traje de baño de surf amarilla y púrpura que tiene el logotipo Fresh TV Inc. con una parte inferior del bikini púrpura. Ella tiene el pelo corto y rubio, ojos azules y una acumulación bronceada y delgada pero en forma y tiene 16 años de edad. Ella cree que las mujeres no deben revelar sus cuerpos que los hombres puedan mirar boquiabiertos a ellos mediante el uso de bikinis que apenas califican como ropa. Fin es navita de Halifax, Nueva Escocia. El 10 de marzo de 2009, Fresh TV comenzó una cuenta oficial de Twitter del personajeTwitter account de Fin. En la introducción, se da a entender que ella y Reef terminan como pareja, pero enfurece y molesta a ella. Siente una atracción hacia Reef, pero se cuida de no demostrarlo.
- Reef (Leslie) : Un chico de 16 años de edad, y el nuevo instructor de surf de la playa, que ha soñado con ir a Playa Paraíso toda su vida y finalmente lo hizo. El apodo de Reef viene de un viaje de surf a Australia donde acabó y "comió coral" (Coral significa Reef en inglés). Su primer nombre es en realidad Leslie y él no es orgulloso de este nombre. Reef es extremadamente competitivo y hará todo lo posible para provocar a Fin desde que le gusta a ella secretamente (solo los chicos y Lo sabe sobre él). Reef algunas veces hacía sentir celos a Fin, Reef también rompe muchas de las reglas de Andrew ya que él siempre quiere navegar, lo que resulta en él siendo empleado menos favorito de Andrew. También es vanidoso y coqueto y se distrae fácilmente con cualquier chica linda. Él lleva una camiseta blanca y negro, pantalones cortos azul marino y azul marino con chanclas y tiene un tatuaje tribal en el costado derecho de su pecho. Sus pantalones cortos son de color rojo oscuro, como su tabla de surf. Reef tiene el pelo castaño rojizo de punta que protege con su vida, con los ojos verdes y un cuerpo musculoso y bronceado. También se ha demostrado que le tiene miedo a la oscuridad y no es muy inteligente, en la segunda temporada de Stoked, le dice a Lo que la quiere, pero no cree que ella es la novia ideal.

- Emma : Emma es de Calgary, Alberta, y antes de llegar a Playa Paraíso, nunca había surfeado antes. Emma tenía la intención del surf en cuanto ella vio una película de surf con sus hermanos mayores, en el complejo, que trabaja como camarera en el comedor . Tiene una agradable y tolerante personalidad y se lleva bien con la gente, y es a veces bastante ingenua, Emma tiene pelo rojo, ojos verdes y lleva un top rosa bebé con pantalones cortos de color rosa y un collar de perlas. Su bikini es de color rosa claro, y su tabla de surf es rosa fuerte con una flor grabada en los lados. A partir de la primera temporada en los primeros episodios, Emma desarrolla un enamoramiento enorme en el hermano de Lo, Ty (Tyler), pero no viene con la oportunidad de decircelo. Johnny está demostrando locamente enamorado por Emma, pero ella no es consciente de esto, lo que resulta en intentos desesperados para impresionarla, aunque ella no se da cuenta de esto. Se la presenta para ser torpe como ella cae platos y objetos en numerosas ocasiones. En la segunda temporada, que no puede soportar la vista de Ty salir con Kelly (un antagonista de la serie, que trabaja en el barco pirata) y se une a Lo para destruir esa relación. Ella establece las buenas habilidades de navegación en toda la serie y compite en Gromfest, pero acaba de terminar 49.ª de cincuenta competidoras en la categoría de las chicas. Sin embargo , se sentía orgullosa de este logro ya que no se colocó el pasado.
- Broseph : Él es un surfista local relajado, con la sabiduría que no se ve por muchos y es un amigo leal. Cuando se da cuenta de que Emma está muy triste por su terrible primer día, él le enseña a surfear, Broseph También se conoce el uso de ciertas cosas a su favor, cuando sobornó a Johnny con descuentos en la tienda de surf de su madre y tener un poco de su famoso jambalaya a cambio de la luz o no novatada. Su nombre es un acrónimo de Bro y Joseph, también con una conexión con el término Brosef, que es argot hawaiano que significa "Hermano". Su cabello tiene un ondulado y esponjado, sacando objetos que no deberían ser capaces de encajar en el interior, como un enorme sándwich submarino. Broseph tiene 16 años y lleva una camisa azul gimnasio, pantalón blanco y sandalias marrones, su traje de baño se parece a sus pantalones cortos también. En el primer episodio se revela que en lugar de tener un trabajo como la mayoría de los empleados, opta por trabajar allí voluntariamente en lugar de trabajar en la tienda de surf de su madre, diciendo que necesitaba un cambio de escenario. Su trabajo ahora es ser un botones. Broseph cree que el surf se debe hacer por la emoción, en lugar de navegar por la publicidad y la fama. Él no cree en la competencia, lo que lleva a la gente a creer que él es un verdadero surfista.

- Lauren (Lo) Ridgemount : La hija del propietario del hotel, la vida de Lo ha sido la de una princesa mimada, sin embargo, después de tener una fiesta tan grande que el Policía Montada del Canadá y la estación de noticias local se involucró fuera de control, su padre se le ocurre la pena máxima para ella: conseguir un trabajo en el hotel. Ahora, con ninguno de los lujos de ser una chica rica, que tiene que pasar el verano con un uniforme y viviendo en la cabaña de los empleados. Desde entonces, ha estado tratando de mostrar a su papá lo responsable que es por lo que la deja mover de nuevo en el ático. Ha ocupado varios puestos de trabajo a lo largo de las dos temporadas. Ella es una buena amiga de Emma, pero ella sabe que Emma tiene un enamoramiento en su hermano mayor Ty, y Lo intenta hacer que Emma pase a otra persona en lugar de Ty. Ella lleva un vestido hawaiano amarillo y púrpura flip-flop. Su pelo es largo y de color marrón con una pinza de pelo de la flor púrpura. Su bikini es de color blanco con forro de color púrpura y su tabla de surf es de color amarillo y morado. Lo tiene 16 años, y ha demostrado ser muy hábil en el surf. Se dio a entender que Lo está enamorado de Reef. Ella y Reef empiezan a salir en la segunda temporada, pero luego al final terminó su relación pero luego parece estar interesado en Broseph, a pesar de su estilo de vida en mal estado, ha mostrado que valora a sus amigos.

- Johnny : Él trabaja en la recepción del hotel, se hace amigo del grupo e incluso ayuda a Emma a mantener su puesto de trabajo por el cambio de sus puntajes de evaluación. Trabajó en el hotel el verano pasado, por lo que conoce bien el lugar. Johnny está muy enamorado por Emma, que solo Reef y Broseph saben acerca, pero cada vez que Johnny hace o dice algo romántico, ella nota de sus avances y ella nota más a Ty que a él. Su enamoramiento por ella es grande, pero cuando descubrió que era la segunda opción de Emma, el ya no siente nada más por ella. Johnny tiene una tabla de surf azul y un traje azul marino y naranja. Su atuendo normal es una camisa de color amarillo casi exactamente igual que su camisa de trabajo, pantalones cortos de color amarillo claro y zapatillas negras. Conocido como "Johnny el de la Recepción" en los primeros episodios, es muy útil para ellos y de vez en cuando les dice consejos cuando se encuentran en una situación atascada.

### Personajes secundarios
- Tyler (Ty) Ridgemount  : El hermano de 17 años de Lo que también se encuentre navegando. Él no tiene ni idea del aplastamiento amor de Emma en él, a pesar de que es muy obvio. Él tiene una afición de grabar videos de surf y desea hacer una carrera fuera de ella. Es retratado como un surfista excepcionalmente hábil, al principio no podía recordar el nombre de Emma, aunque lo compensa más tarde. A pesar de esto es muy paciente y comprensivo con ella que podrían ser señales de que puede tener algún tipo de sentimientos por ella, pero no está muy indicado. Él y Kelly fueron saliendo hasta que Ty se enteró (a través de Emma y Lo) que ella estaba usando él para conseguir que el dinero de su familia. pero en la segunda temporada rompen haciendo feliz a Emma.

- George Ridgemount : Es el hermano menor de 10 años de Lo y Ty. En una ocasión se quemó su casa del barco y tiene una araña mascota llamada Shania Twain. A él le gusta meter a Lo en problemas, se enamora de chicas mayores que él, el egoísta, George es muy astuto y atrevido, y con frecuencia se pasa el tiempo atormentando y jugando bromas a Lo, él se asemeja a una forma en miniatura de su hermano mayor Ty .

- Grommet : Él es amigo de George y el aparece en algunos episodios, siendo los mejores amigos. Grommet se parece a una versión más joven de Broseph pero no se sabe si están relacionados. El ayuda a George para fastidiar a Lo, él suele ser tranquilo y misterioso. En otro episodio, se reemplaza Broseph como botones cuando Broseph quiere navegar "La Salvajina", una ola que solo viene una vez cada 20 años. Aunque Grommet no habla en absoluto durante la serie y que se parece a Broseph cuando era más joven.

- Ripper : Un amigo del grupo y un buen surfista, él tiende a hacer reír a la gente con sus gases (de ahí su apodo) , aunque el grupo solo piensa que es asqueroso. Él es el mejor amigo de Lance y Broseph, y ocasionalmente es ridiculizado por su pelo azul, Ripper trabaja en deportes acuáticos con Lance y Reef, él trabaja en el personal desde el año pasado y tiene 17 años. En la temporada 2, Ripper y Lance se levantan a las travesuras, en un episodios Ripper y su amigo corrieron rápido para surfear y terminó lastimando la rodilla de Emma. Al ver esto, Ripper trato de calmar el dolor, que Emma encontró muy amable de su parte para hacerlo, esto lleva a Emma y Ripper saliendo en una cita, pero por un breve período.

- Lance "Sin Pantalones" : Es otro de los empleados del personal y el mejor amigo del Ripper, y normalmente es el cómplice de Ripper cuando se levanta a las travesuras. Ellos piensan lo mismo, a pesar del hecho de que son los opuestos físicos, Lance tiene el pelo castaño muy corto, ojos marrones, y siempre lleva traje de baño, lo que le valió su apodo. Él tiene 17 años y trabaja en los deportes acuáticos con Ripper y Reef como un salvavidas y, posiblemente en el campo de golf.

- Kelly : Un mandona egoísta, esnob, y posiblemente una chica sádica y el antagonista secundario de la serie que lleva a los adultos mayores del personal en su el acoso y la intimidación hacia los novatos. Cuando los novatos pasaron su iniciación, ella es la única miembro del personal en no quedar impresionada. A ella le encanta dar a Lo y Emma dificultades para trabajar como camareras, en secreto parece preocuparse por Emma (al menos al principio). Ella más tarde se convierte en una arribista buscadora de oro, sabiendo que Ty Ridgemount es el hermano de Lo y que Emma está enamorada de él, le pide a Ty a una cita y lo besa y los padres de Lo de las puramente a pesar tanto de Lo y Emma, que han intentado en vano hasta el momento para exponer Kelly y sus verdaderas motivaciones de Ty y el resto de la familia de Lo.

- Rosie : Ella es una mujer de 35 años de edad del "Paraíso del Surfista", aunque al parecer no es el jefe de servicio de limpieza (como la cabeza de las amas de llaves), ella parece tener algo antigüedad en el hotel o tener por lo menos el servicio con la mayor experiencia. También, de acuerdo con Lo, Rosie se la conoce desde que era un bebé, ella tiene una aversión a Kelly por su esnobismo.

- Wipeout : Es un chico vestido como una orca púrpura, Wipeout se hace pasar por la mascota de la hotel, a llevar alrededor de un equipo de música portátil y bailando para saludar a los visitantes. Su trabajo es ingrato pero ya se consigue poco respeto entre los compañeros y se ha sabido que se quedan atrás del autobús turístico de la hotel. La cara o el cuerpo real de Wipeout sin el traje de orca todavía no se ha visto visto.

- Andrew "Bummer" Baumer : El gerente de día del hotel y el principal antagonista de la serie, que es severo y estricto con los trabajadores por debajo de él, su ambición principal es su carrera, y además de Johnny es uno de los únicos personajes que muestran un sentido de la responsabilidad. Él tiene miedo del señor Ridgemount y se preocupa poco de los empleados, Reef y Broseph se refieren a él como un idiota egoísta, para navegar por la noche, los novatos le habían instalado una cita a ciegas con Kelly (aunque ambos se enfurecieron al estar vinculados entre sí) lo que indica que se trata de un joven adulto, no mucho mayor que ella, odia Reef más que cualquier de todos los empleados.

- Sr. Ridgemount : Él es el dueño del resort el "Paraíso del Surfista"., Normalmente, hay muy poco de su rostro que se ve, aunque en un episodios todo excepto sus ojos eran visibles revelando que él se asemeja al Entrenador Halder de Locos Dieciséis. Siempre lleva un traje negro y es el padre de Lo, Ty, y George, el Sr. Ridgemount menciona que su primer trabajo fue trabajar como caddie de golf, una posible referencia a Caddyshack.

- Sra. Ridgemount : Es la madre de Lo, Ty, y George, y una esposa trofeo estereotipada, aunque en una experiencia cercana a la muerte. Ella actúa igual que Lo, eludiendo responsabilidades y acostumbrado a vivir la vida de lujo. Ella también se asemeja Los unos pocos años en el futuro, ella tiene la parte posterior de Lo cuando se trata de hacer que el Sr. Ridgemount de iluminarlo.

- Kahuna : Es una persona muy amable cuya relajado personalidad se asemeja a la de un niño de la flor. Él tiene una barba de color naranja y vagamente se parece a un joven George Carlin. Viendo numerosos talentos de trabajo, que parece ser un aprendiz de todo y un maestro de nado. Entre sus muchos trabajos y aficiones, que es conductor de autobús turístico del hotel, el dueño de una sala de cine específicamente para películas de surf en la que acepta nada como moneda, es un taxidermista ávido, y fue visto haciendo sandalias de palmeras. También ha estado involucrado en algunos de los acontecimientos más extraños de la serie.

- Mark y Todd Marvin : Los hermanos gemelos que son huéspedes en el hotel, son niños traviesos que reciben los nervios de todos. Nunca hacen caso a los empleados y al parecer no quieren navegar, evidente cuando Andrew les da clases de surf gratuitas, ellos también parecen disfrutar pateando a Reef en la ingle por diversión.

- Erica y Brianna : Son dos chicas que son invitadas al Paraíso de Surfista y también son hermanas. Ellos son, básicamente, causantes de problemas (aunque no en la medida en que Todd y Mark hacen) y al igual que los chicos Mark y Todd fastidian siempre a Lo cuando las cuida y aun cuando esta los cuatro.

- Sr. y Sra. Marvin : Son los padres de Mark ys Todd, que con frecuencia permiten que sus hijos corren salvajemente y presentan un comportamiento destructivo en el hotel, son muy a la defensiva para ellos, y piensan que el personal disfruta de ser niñera de sus hijos indisciplinados. O bien no saben qué hacer o están en la negación de la conducta de sus hijos, sin embargo, fueron castigados por Johnny por su terrible padre.

- Sonny y Buster : Son un tiburón y una espiga amarilla, dos peces que residen en el acuario del lobby. Buster es amable y lerdo, aunque él trata de ser no-violento, y puede tener una racha de media. Sonny habla con un acento de Nueva York, y hace apuestas con otros peces en el acuario.

- Bler : Es la novia más conocida de Reef conocido como Leslie.A la que Finn, Lo y Ema robaron sus vestidos para ir al cine, en donde ella apareció por primera vez.Pero si prestan atención, a partir de ese capítulo empezó a aparecer como persona del fondo.

## Episodios
| Temporada | Temporada | Episodios | Fecha de emisión de Canadá | Fecha de emisión de Canadá | Fecha de emisión de Australia | Fecha de emisión de Australia | Fecha de emisión de Latinoamérica | Fecha de emisión de Latinoamérica |
| Temporada | Temporada | Episodios | Inicio                     | Final                      | Inicio                        | Final                         | Inicio                            | Final                             |
| --------- | --------- | --------- | -------------------------- | -------------------------- | ----------------------------- | ----------------------------- | --------------------------------- | --------------------------------- |
|           | 1         | 26        | 25 de junio de 2009        | 3 de junio de 2010         | 2 de septiembre de 2010       | 7 de octubre de 2010          | 5 de agosto de 2011               | 27 de septiembre de 2011          |
|           | 2         | 26        | 16 de septiembre de 2010   | 26 de enero de 2013        | 24 de marzo de 2011           | 28 de abril de 2011           | 3 de febrero de 2011 (Boomerang)  | 28 de julio de 2014 (Boomerang)   |